# Jorge Aldana
Jorge Alejandro Aldana Bardales (Tegucigalpa, M.D.C., Francisco Morazán, 16 de mayo de 1975) es un periodista, activista y político hondureño. Es el alcalde del Distrito Central, compuesto por las ciudades Tegucigalpa y Comayagüela.

## Biografía

### Primeros años
Es hijo de Jorge Alejandro Aldana Aceituno, quien fue diputado en el Congreso Nacional por el Partido Liberal, y de la dirigente del Partido Nacional, Elena Leticia Bardales Mejía. Se graduó del bachillerato en el Hillcrest High School, en Tegucigalpa, y posteriormente se matriculó en la carrera de Derecho en la Universidad Nacional Autónoma de Honduras, pero desertó. Tiempo después, se tituló como periodista en la Universidad José Cecilio del Valle.

### Carrera profesional
Ha ejercido el periodismo durante varios años, habiéndose destacado entre 2016 y 2021 como director de noticias de UNE TV. Dejó su puesto en junio de 2021 y decidió dedicarse, de lleno, a la candidatura que después lo convirtió en alcalde de Tegucigalpa.

### Carrera política
Su abuelo materno, Rafael Bardales Bueso, fue presidente del Partido Nacional y ministro de Educación durante el gobierno de facto de Oswaldo López Arellano, tras el golpe de Estado de 1963 que derrocó a Ramón Villeda Morales. Por otra parte, su madre ha sido dirigente del Partido Nacional y su padre, cercano a los expresidentes Carlos Roberto Reina, Carlos Flores Facussé y Manuel Zelaya, ha sido un reconocido político dentro del Partido Liberal, habiéndose desempeñado como diputado ante el Congreso Nacional.
Aldana, en representación de Honduras, fungió como diputado ante el Parlamento Centroamericano entre 1996 y 2001.
Su afiliación liberal concluyó tras el golpe de Estado de 2009, cuando Manuel Zelaya fue derrocado y expulsado de Honduras. Aldana se mantuvo del lado de Zelaya y dos años después, en 2011, le apoyó en la creación del Partido Libertad y Refundación.
Tras superar los comicios primarios frente a Wilfredo Méndez, llegó a las elecciones generales 2017 como candidato a alcalde de Tegucigalpa por el Partido Libertad y Refundación. Sin embargo, con una amplia diferencia, perdió la contienda frente a su homólogo del Partido Nacional, Nasry Asfura.

#### Elecciones generales 2021
Durante las elecciones generales 2021 reintentó, con éxito, convertirse en el edil capitalino. El 29 de noviembre de 2021, con el 62% del escrutinio, el Consejo Nacional Electoral lo posicionó como virtual ganador. Con una ventaja de 15.67 puntos porcentuales y 46,011 votos de diferencia, Aldana superó al candidato del Partido Nacional, David Chávez, quien tras conocer los resultados aceptó su derrota a través de Twitter.
Carrera electoral
| Candidato                         | Partido       | Votos   | %      |
| --------------------------------- | ------------- | ------- | ------ |
| Jorge Alejandro Aldana Bardales   | Libre         | 222 224 | 48.60% |
| David Guillermo Chávez Madison    | PNH-UD        | 157 842 | 34.52% |
| José Eduardo Martell Castro       | PLH           | 46 176  | 10.10% |
| Godofredo Fajardo Ramírez         | DC            | 9517    | 2.08%  |
| Ana Mercedes Castro Machado       | Pinu          | 4889    | 1.07%  |
| Fernando González Rivera          | APH           | 4724    | 1.03%  |
| Erick Manuel Andino González      | PAC           | 3790    | 0.83%  |
| Marco Antonio Suazo               | PNRH          | 2765    | 0.60%  |
| Pablo Alberto Cerritos Olivera    | Vamos         | 2512    | 0.55%  |
| Francisco Arnaldo Pagoada Paguada | Lidehr        | 1242    | 0.27%  |
| Paola Alejandra Tábora Torres     | TSH           | 885     | 0.19%  |
| Juan Fernando González            | Frente Amplio | 665     | 0.15%  |